# 渡边理佐
渡边理佐（日语：／ Watanabe Risa */?，1998年7月27日—）是日本前女藝人，為女子偶像團體櫻坂46前成員，茨城縣出身，前所屬經紀公司為Seed & Flower。曾为时尚杂志《non-no》专属模特儿。2015年以櫸坂46一期生身分出道。2022年5月22日自櫻坂46畢業。

## 经历
1998年7月27日，渡邊出生於茨城縣。小學時的夢想是當保育士。中學時代參加排球社，禮儀的上下關係很嚴格，大部分的時間都在社團中度過。高中2年級時，在友人的建議下參加鳥居坂46一期生的徵選。
2015年8月21日，通過最後審查正式成為更名後的櫸坂46創團成員。徵選時演唱的曲目是Flower的《Blue Sky Blue》。合格後轉校，並前往東京。
2016年4月6日，以櫸坂46第一張單曲《沉默的多數》而正式出道。10月8日，於國立代代木競技場第一體育館舉行的「GirlsAward 2016 AUTUMN/WINTER」中首次在時裝展覽中登台。
2017年3月，從轉學的高中畢業。3月21日，出席女性時尚雜誌《non-no》創刊45周年紀念活動，並與松川菜菜花、山田愛奈成為該雜誌專屬模特兒，是櫸坂46第一位成為雜誌專屬模特兒的成員。
2018年4月20日發售的《non-no》2018年6月號，與乃木坂46成員西野七瀨登上封面，這是渡邊首次擔任該雜誌封面人物。
2019年3月20日，首次單獨登上時尚雜誌《non-no》封面。4月10日，發行個人第一本寫真集《無口》，於美國佛羅里達州邁阿密與巴哈馬的伊柳塞拉島拍攝。首週銷量約7.3萬本，並連續兩周取得Oricon公信榜書籍週榜寫真集部門第一位，同時取得4月的書籍月榜寫真集部門第一位，累積發行量達15萬本。同年的書籍年榜寫真集部門則以10.3萬的銷量取得第4位。
2021年10月13日發行的櫻坂46第三張單曲《流彈》的收錄曲《無言的宇宙》中首次擔任Center。
2022年1月24日，於櫻坂46官網的個人部落格中宣布將於第4張單曲的活動結束後從團體畢業。3月16日，開設個人Instagram帳號。5月17日，發行畢業紀念寫真集《想擁抱的一瞬間》（抱きしめたくなる瞬間），前往北海道與沖繩拍攝。首週銷量約4.8萬本，並連續兩周取得Oricon公信榜書籍週榜寫真集部門第一位。同年的書籍年榜寫真集部門則以6.2萬的銷量取得第6位。5月21日、22日，於国立代代木競技場第一體育館舉行畢業演唱會，正式從櫻坂46畢業。5月23日播出的《轉角就是櫻坂？》後，正式結束所有在櫻坂46的活動。畢業後以模特兒身分繼續演藝活動，並繼續擔任non-no的模特兒。7月27日，開設個人官方網站和Twitter帳號。
2023年8月22日，開設個人官方粉絲俱樂部。
2024年11月30日，於個人官方網站中宣布將於明年2月底離開經紀公司，官方粉絲俱樂部也將於同日關閉。
2025年1月20日發行的《non-no》2025年3月號，自擔任約8年的雜誌專屬模特兒畢業。2月28日，正式離開所屬約十年的Seed & Flower，後續活動方向尚未確定。

## 人物
昵称是Berisa（べりさ）、Risa（りさ）、理佐大人（理佐様）。有一个大8岁的哥哥。加入櫸坂46时留着长髮，但在出道前剪短了20厘米後，人氣開始大增。
在冠名節目《櫸字、會寫嗎?》的初期中，與志田愛佳由於不多話而被合稱「The Cool」（ザ・クール）。
於櫸坂46內，無論臉蛋或身材都獲得高度評價，個性也十分溫柔，很會照顧人。

## 音樂作品
- 標註「★」符號表示該首歌曲有拍攝MV。

### 單曲
櫸坂46
|     | 發行日期       | 單曲名稱         | 參與歌曲名稱       | MV | 備註            |
| --- | -------------- | ---------------- | ------------------ | -- | --------------- |
| 1st | 2016年04月06日 | 沉默的多數       | 沉默的多數         | ★  | 出道作品        |
| 1st | 2016年04月06日 | 沉默的多數       | 牽手回家吧         | ★  |                 |
| 1st | 2016年04月06日 | 沉默的多數       | 沒有你             |    |                 |
| 2nd | 2016年08月10日 | 世界上只有愛     | 世界上只有愛       | ★  |                 |
| 2nd | 2016年08月10日 | 世界上只有愛     | 談談未來吧…        | ★  |                 |
| 2nd | 2016年08月10日 | 世界上只有愛     | 不一樣的藍天       |    |                 |
| 3rd | 2016年11月30日 | 兩人季節         | 兩人季節           | ★  |                 |
| 3rd | 2016年11月30日 | 兩人季節         | 大人都不相信       | ★  |                 |
| 3rd | 2016年11月30日 | 兩人季節         | 制服與太陽         | ★  |                 |
| 3rd | 2016年11月30日 | 兩人季節         | 我們的戰爭         | ★  | FIVE CARDS      |
| 4th | 2017年04月05日 | 不協和音         | 不協和音           | ★  |                 |
| 4th | 2017年04月05日 | 不協和音         | W-KEYAKIZAKA之詩   | ★  | 櫸&平假名櫸坂組 |
| 4th | 2017年04月05日 | 不協和音         | 破碎的手機螢幕     | ★  | 青空與MARRY     |
| 4th | 2017年04月05日 | 不協和音         | 獨特自我           |    |                 |
| 5th | 2017年10月25日 | 就算風吹         | 就算風吹           | ★  |                 |
| 5th | 2017年10月25日 | 就算風吹         | 避雷針             | ★  |                 |
| 5th | 2017年10月25日 | 就算風吹         | 想要在海邊奔跑嗎？ | ★  | 青空與MARRY     |
| 6th | 2018年03月07日 | 打破玻璃！       | 打破玻璃！         | ★  |                 |
| 6th | 2018年03月07日 | 打破玻璃！       | 該回去森林了吧？   | ★  |                 |
| 7th | 2018年08月15日 | 矛盾心理         | 矛盾心理           | ★  |                 |
| 7th | 2018年08月15日 | 矛盾心理         | Student Dance      | ★  |                 |
| 7th | 2018年08月15日 | 矛盾心理         | I'm out            |    |                 |
| 8th | 2019年02月27日 | 黑羊             | 黑羊               | ★  |                 |
| 8th | 2019年02月27日 | 黑羊             | Nobody             | ★  |                 |
| -   | 2020年8月21日  | 誰來鳴響那鐘聲？ | 誰來鳴響那鐘聲？   | ★  | 數字單曲        |

櫻坂46
|     | 發行日期       | 單曲名稱       | 參與歌曲名稱           | MV | 備註          |
| --- | -------------- | -------------- | ---------------------- | -- | ------------- |
| 1st | 2020年12月09日 | Nobody's fault | Nobody's fault         | ★  | 櫻8           |
| 1st | 2020年12月09日 | Nobody's fault | 為什麼我沒有墜入愛河？ | ★  |               |
| 1st | 2020年12月09日 | Nobody's fault | 半信半疑               |    |               |
| 1st | 2020年12月09日 | Nobody's fault | Plastic regret         |    |               |
| 1st | 2020年12月09日 | Nobody's fault | 乘坐末班地鐵           |    |               |
| 1st | 2020年12月09日 | Nobody's fault | Buddies                | ★  |               |
| 1st | 2020年12月09日 | Nobody's fault | Blue Moon Kiss         |    |               |
| 2nd | 2021年04月14日 | BAN            | BAN                    | ★  | 櫻8           |
| 2nd | 2021年04月14日 | BAN            | 偶然的回答             | ★  |               |
| 2nd | 2021年04月14日 | BAN            | 比我想像中更不寂寞     | ★  |               |
| 2nd | 2021年04月14日 | BAN            | 你與我與待洗衣物       |    |               |
| 2nd | 2021年04月14日 | BAN            | Microscope             |    |               |
| 2nd | 2021年04月14日 | BAN            | 那就是愛啊             |    |               |
| 2nd | 2021年04月14日 | BAN            | 櫻坂之詩               |    |               |
| 3rd | 2021年10月13日 | 流彈           | 流彈                   | ★  | 櫻8           |
| 3rd | 2021年10月13日 | 流彈           | Dead end               | ★  |               |
| 3rd | 2021年10月13日 | 流彈           | 無言的宇宙             | ★  | Center        |
| 3rd | 2021年10月13日 | 流彈           | 美麗Nervous            |    |               |
| 4th | 2022年04月06日 | 五月雨啊       | 五月雨啊               | ★  | 櫻8           |
| 4th | 2022年04月06日 | 五月雨啊       | 我的兩難               | ★  | 畢業曲 Center |

其他
| 發行日期      | 單曲名稱       | 參與歌曲名稱    | MV | 備註    |
| ------------- | -------------- | --------------- | -- | ------- |
| 2017年3月15日 | Shoot Sign     | 你最愛的 是誰？ | ★  | 坂道AKB |
| 2018年3月14日 | Ja-Ba-Ja       | 無國境時代      | ★  | 坂道AKB |
| 2019年3月13日 | 回憶上心頭DAYS | 必然性          |    | IZ4648  |

### 專輯
櫸坂46
|        | 發行日期        | 專輯名稱                                   | 參與歌曲名稱             | 備註            |
| ------ | --------------- | ------------------------------------------ | ------------------------ | --------------- |
| 01st   | 2017年07月019日 | 抹黑純真                                   | 星期一的早晨，裙子被剪了 |                 |
| 01st   | 2017年07月019日 | 抹黑純真                                   | 從哪能看見東京鐵塔？     |                 |
| 01st   | 2017年07月019日 | 抹黑純真                                   | 太陽不會選擇抬頭的人     | 櫸&平假名櫸坂46 |
| 01st   | 2017年07月019日 | 抹黑純真                                   | 危險計劃                 |                 |
| 01st   | 2017年07月019日 | 抹黑純真                                   | 你已不在                 |                 |
| 01st   | 2017年07月019日 | 抹黑純真                                   | 這裡沒有的足跡           | 青空和MARRY     |
| 精選輯 | 2020年10月7日   | 比永遠更長的一瞬間～那時確實存在過的我們～ | 跳進十月的泳池           |                 |
| 精選輯 | 2020年10月7日   | 比永遠更長的一瞬間～那時確實存在過的我們～ | 砂塵                     |                 |
| 精選輯 | 2020年10月7日   | 比永遠更長的一瞬間～那時確實存在過的我們～ | Deadline                 |                 |

## 演出

### 电视剧
- 誰殺了德山大五郎？（2016年7月17日－10月2日，東京電視台）：飾演 渡邊理佐[68][69]
- 殘酷的觀眾們（2017年5月18日－7月20日，日本電視台）：飾演 和久綾乃[70]
- 無邊無界（2021年3月7日－5月9日，光TV）：飾演 八辻芭留[71][72]
- 我可以全力去愛你嗎？（2023年2月4日－3月25日，東京電視台）：飾演 本鄉燈[73]
- 黑色家庭～新堂家的復仇～（2023年10月6日－12月7日，讀賣電視台、日本電視台）：飾演 新堂沙奈[74]

### 網絡節目
- 櫸坂46渡邊理佐1st寫真集《無口》發售記念直播（2019年4月9日，SHOWROOM）[75]

### 活動
- Girls Award
  - GirlsAward 2016 AUTUMN／WINTER（2016年10月8日，國立代代木競技場第一體育館）[15]
  - GirlsAward 2017 SPRING／SUMMER（2017年5月3日，國立代代木競技場第一體育館）[76]
  - GirlsAward 2017 AUTUMN／WINTER（2017年9月16日，幕張展覽館）- non-no × Two Faces[77]
  - GirlsAward 2018 SPRING／SUMMER（2018年5月19日，幕張展覽館）- non-no × Two Faces[78]
  - GirlsAward 2018 AUTUMN／WINTER（2018年9月16日，幕張展覽館）- non-no × Two Faces[79]
  - Rakuten GirlsAward 2019 SPRING／SUMMER（2019年5月18日，幕張展覽館）- non-no × dazzlin[80]
  - Rakuten GirlsAward 2019 AUTUMN／WINTER（2019年9月28日，幕張展覽館）- non-no × dazzlin[81]
  - Rakuten GirlsAward 2022 SPRING／SUMMER（2022年5月14日，幕張展覽館）[82][83]
  - Rakuten GirlsAward 2022 AUTUMN／WINTER（2022年10月8日，幕張展覽館）[84][85]
  - Rakuten GirlsAward 2023 AUTUMN／WINTER（2023年9月30日，幕張展覽館）[86]
  - Rakuten GirlsAward 2024 SPRING／SUMMER（2024年5月3日，國立代代木競技場第一體育館）[87]
- 東京女孩展演
  - 第24回 Tokyo Girls Collection 2017 SPRING／SUMMER（2017年3月25日，國立代代木競技場第一體育館）- LOWRYS FARM[88]
  - 第25回 Tokyo Girls Collection 2017 AUTUMN／WINTER（2017年9月2日，埼玉超級競技場）[89]
  - TGC KITAKYUSHU 2017 by TOKYO GIRLS COLLECTION（2017年10月21日，西日本綜合展示場 新館）[90]
  - TGC HIROSHIMA 2017 by TOKYO GIRLS COLLECTION（2017年12月9日，廣島Green Aren）- SLY[91]、dazzlin[92]
  - Mynavi presents 第26回 東京Girls Collection 2018 SPRING／SUMMER（2018年3月31日，橫濱體育館）- SLY[93]、RMK[94]
  - takagi presents TGC KITAKYUSHU 2018 by TOKYO GIRLS COLLECTION（2018年10月6日，西日本綜合展示場新館）- 來賓模特兒[95]
  - TGC SHIZUOKA 2019 for SDGs by TOKYO GIRLS COLLECTION（2019年1月12日，Twin Messe靜岡）- 來賓模特兒[96]
  - Mynavi presents 第28回 Tokyo Girls Collection 2019 SPRING／SUMMER（2019年3月30日，橫濱體育館）- REDYAZEL[97]
  - TGC KUMAMOTO 2019 by TOKYO GIRLS COLLECTION（2019年4月20日，Grand Messe熊本）- GYDA[98]
  - Mynavi presents 第29回 Tokyo Girls Collection 2019 AUTUMN／WINTER （2019年9月7日，埼玉超級競技場）- TGC SPECIAL COLLECTION[99]
  - 第30回 Mynavi Tokyo Girls Collection 2020 SPRING／SUMMER（2020年2月29日，國立代代木競技場第一体育館）[100]
  - 第31回 Mynavi Tokyo Girls Collection 2020 AUTUMN／WINTER ONLINE（2020年9月5日，埼玉超級競技場）[101]
  - 第32回 Mynavi Tokyo Girls Collection 2021 SPRING／SUMMER（2021年2月28日，國立代代木競技場第一体育館）[102]
  - 第33回 Mynavi Tokyo Girls Collection 2021 AUTUMN／WINTER（2021年9月4日，埼玉超級競技場）- Re:EDIT[103][104]
  - 第34回 Mynavi Tokyo Girls Collection 2022 SPRING／SUMMER（2022年3月21日，国立代代木競技場第一体育館）[105]
  - 第35回 Mynavi Tokyo Girls Collection 2022 AUTUMN／WINTER（2022年9月3日，埼玉超級競技場）[106][107]
  - TGC KITAKYUSHU 2022 by TOKYO GIRLS COLLECTION（2022年11月19日，西日本綜合展示場 新館）[108]
  - oomiya presents TGC WAKAYAMA 2023 by TOKYO GIRLS COLLECTION（2023年2月11日，和歌山大鯨）[109]
  - 第36回 Mynavi Tokyo Girls Collection 2023 SPRING／SUMMER（2023年3月4日，國立代代木競技場第一體育館）[110]
  - 第37回 Mynavi Tokyo Girls Collection 2023 AUTUMN／WINTER（2023年9月2日，埼玉超級競技場）[111]
  - oomiya presents TGC WAKAYAMA 2024 by TOKYO GIRLS COLLECTION（2024年2月3日，和歌山大鯨）[112]
  - 第38回 Mynavi Tokyo Girls Collection 2024 SPRING／SUMMER（2024年3月2日，國立代代木競技場第一體育館）[113]
- non-no創刊45周年記念活動 final（2017年3月21日，一橋Hall）[114]
- non-no創刊50周年記念YouTube線上直播活動「non-no 50th Thanks Party」（2021年10月17日，線上直播）[115]

## 書籍

### 寫真集
- 無口（2019年4月10日，集英社）[116]
- 想擁抱的一瞬間（2022年5月17日，集英社）[117][118]

### 雜誌連載
- LOVE Berry（日语：ラブベリー）（2016年1月，德間書店）- 模特兒[119]
- non-no（2017年4月20日－2025年1月20日，集英社）- 專屬模特兒[120]
  - risa is（2021年5月20日－2025年1月20日）[121][122]

## 備註
1. ↑  排球社內和渡邊同年級的學生有20人[8]。因為學校規定一定要參加社團活動，而排球社有可愛的學姊在所以選擇加入[9]。
2. ↑  暱稱使用片假名[1]，有時也使用平假名[58]。

## 外部連接
- 渡邊理佐官方網站（2022年7月27日－2025年2月28日）（日語）
- 渡邊理佐官方粉絲俱樂部（2023年8月22日－2025年2月28日）（日語）
- 渡边理佐的Instagram帳戶（存檔）（2022年3月16日－2025年6月16日）（日語）
- 渡邊理佐及其團隊的X（前Twitter）（2022年7月27日－2025年2月28日）（日語）
- りさいず （页面存档备份，存于） - non-no（2021年6月12日－2024年12月1日）（日語）

櫸坂46/櫻坂46時期
- 櫸坂46個人介紹頁（日語）
- 櫻坂46個人介紹頁（日語）
- 渡邊理佐 官方部落格 （页面存档备份，存于） - 榉坂46官方网站（2015年11月13日－2020年10月12日）（日語）
- 渡邊理佐 官方部落格 - 櫻坂46官方網站（2020年9月19日－2022年6月30日）（日語）
- 渡邊 理佐（櫻坂46）的SHOWROOM專頁（页面存档备份，存于）（日語）